# Суха Відзя
Суха́ Ві́дзя (рос. Сухая Видзя) — присілок у складі Увинському районі Удмуртії, Росія.

## Населення
Населення — 107 осіб (2010; 129 в 2002).
Національний склад станом на 2002 рік:
- удмурти — 88 %

## Урбаноніми[3]
- вулиці — Зарічна, Садова

## Господарство
У присілку діє фельдшерсько-акушерський пункт (1991).